# Gebisset
Gebisset er en dansk stumfilm fra 1910 produceret af Nordisk Films Kompagni med komikeren Victor Fabian i hovedrollen som Hr. Gummesen. Filmens instruktør er ukendt.

## Handling
Hr. Gummesen har netop fået et nyt gebis, og efter en stor middag lægger han sig veltilfreds til at sove. Men Gummesen kommer til at sluge gebisset, mens han sover. Han forsøger at få dem ud med amerikansk olie, men tænderne kommer ikke ud. Han må til lægen, der går klar til operation, og Gummesen lægger sig på operationsbordet. Det ender godt, og Gummesen ender med at kunne tygge igen.